# 光誉祐華
光誉 祐華（こうよ ゆうか 1982年2月8日 - ）は、浄土宗の僧侶である。奈良県吉野郡出身在住。血液型はO型。本名は、中村祐華。
- 尼僧アイドルの愛＄菩薩として、ライブハウスやお寺で法事（ライブ）活動している。

## 人物
- 佛教大学文学部仏教学科浄土学専攻卒業[1]。
- 奈良県にある西迎院にて三人兄弟の末っ子として生まれる。中高生の頃は、歌手になるのが夢で、安室奈美恵に憧れていた。高校に進学してから、ボイストレーニングに通うようになる。他方で仏教系の高校に通学していたことから、次第に仏教への関心も高まり、大学でも、仏教を専攻し、尼僧になる。
- 副住職を勤める奈良県の西迎院にて、住職（父）による仏教講座、愛＄菩薩の法事（ライブ）という内容のイベント「お寺SONIC～略してテラソニ～」を開催している。
- 2017年7月9日に、愛＄菩薩というアーティスト名を改名して、戒名である光誉祐華（こうよゆうか）として、今後も活動していく。

## 関連のある人物
- Bugって花井こと花井なおと仲が良く、イベントでの共演も果たしている。
- 愛 ＄子 - twitter

## 作品

### アルバム
- 愛＄菩薩1stアルバム -「菩薩Revolution」～略してボサレボ～[3]
- 愛＄菩薩2ndアルバム -「菩薩Calling」～略してボサコリ～[3]